# Lutz Mäder
Lutz Mäder (* 25. April 1951 in Langhennersdorf) ist ein ehemaliger deutscher Jockey im Galopprennsport.
Lutz Mäder wuchs in der DDR auf. Nach seinem Schulabschluss lernte er bei Ewald Schneck vom Gestüt Görlsdorf in Hoppegarten. 1966 gelang Mäder sein erster Sieg auf der Bahn.
1973 unternahm Lutz Mäder einen Fluchtversuch, bei dem er von Orșova in Rumänien nach Jugoslawien über die Donau schwamm. In Jugoslawien wurde er verhaftet und an die DDR ausgeliefert, wo er wegen Republikflucht zu einer Gefängnisstrafe von zwei Jahren verurteilt wurde. Im Gefängnis unterzog sich Mäder einem harten Trainingsprogramm aus Liegestützen und Kniebeugen. Nachdem er ein Jahr seiner Strafe abgesessen hatte, wurde er in die Bundesrepublik Deutschland entlassen. 
Dort nahm er seine Jockey-Karriere wieder auf. Er war jahrelang bei Hein Bollow als Stalljockey. Mit seinem Paradepferd Nebos, der 1980 zum Galopper des Jahres gewählt wurde, gewann er sehr viele Rennen, unterlag aber 1979 beim Deutschen Derby Peter Alafi auf Königstuhl. 1980 trat Mäder mit Nebos beim Prix de l’Arc de Triomphe an und belegte den fünften Rang.
1979 und 1980 gewann Mäder dank seiner vielen Erfolge mit Nebos das Deutsche Jockey-Championat, 1983 konnte er diesen Titel ein drittes Mal gewinnen. 
Acht Jahre nach dem zweiten Platz mit Nebos gewann Mäder mit Lebos, einem Sohn von Nebos, doch noch das Derby, zu dieser Zeit war er beim Trainer Bruno Schütz tätig. Zwischen 1977 und 1996 ritt Mäder 15-mal im Deutschen Derby mit. Mäder gewann am 30. März 1990 das erste deutsch-deutsche Galopprennen nach dem Mauerfall. Insgesamt siegte Mäder von 1966 bis 1997 in 1625 Rennen, davon 150 in der DDR.
Der 1,52 Meter große Lutz Mäder ist verheiratet mit Erika (geborene Zöbisch), die ebenfalls in Hoppegarten als Jockey ausgebildet worden war und ein Jahr nach Mäder in die Bundesrepublik kam. Ab 1989 ritt Lutz Mäder für den Rennstall seiner Frau, wobei er 1991 und 1992 beim Deutschen Derby von seiner Frau trainierte Pferde ritt.